# Jan van Stuijvenberg
Adrianus (Jan) van Stuijvenberg (Zaltbommel, 28 januari 1928) is een Nederlands voormalig politicus.
Van Stuijvenberg is een sociaal-liberaal econoom van hervormden huize. In jaren zestig was hij namens de Partij van de Arbeid (PvdA) wethouder van Eindhoven. Hij nam in 1970 uit ergernis over de invloed van Nieuw Links in de PvdA met anderen het initiatief tot oprichting van DS'70 en werd daarvan de landelijk partijvoorzitter. Hij was staatssecretaris van Binnenlandse Zaken in het kabinet-Biesheuvel I en daarna werkzaam als consultant en als ziekenhuisdirecteur. Hij was gespecialiseerd op het gebied van openbare financiën en sociale zekerheid.
- Parlement.com: vg09llh1bywq